# Jegor Kreed
Jegor Kreed, vlastním jménem Jegor Nikolajevič Bulatkin (Егор Николаевич Булаткин, * 25. června 1994 Penza, Rusko) je ruský zpěvák, rapper a skladatel.
Zpěvákem se chtěl stát od dětství, jeho oblíbencem byl americký rapper 50 Cent. Svou první nahrávku s názvem Láska v síti (Любовь в сети) umístil na YouTube v červenci 2011. Měla miliony zhlédnutí, a přinesla mu tak úspěch a uznání v celém Rusku. V roce 2012 začal spolupracovat s nahrávací společností Black Star Inc., v roce 2019 přešel k Warner Music Russia.
Jeho přítelkyní byla ruská zpěvačka Njuša.